# Nguyễn Minh Quang (cầu thủ bóng đá)
Nguyễn Minh Quang (sinh ngày 3 tháng 2 năm 2001) là một cầu thủ bóng đá chuyên nghiệp người Việt Nam hiện đang thi đấu ở vị trí tiền đạo cánh hoặc tiền đạo cắm cho câu lạc bộ SHB Đà Nẵng và đội tuyển U-23 Việt Nam.

## Sự nghiệp câu lạc bộ
Minh Quang bắt đầu chơi bóng từ khi còn trẻ. Năm 2012, tại giải bóng đá U-11 tổ chức ở quê nhà Hà Tĩnh, Minh Quang bộc lộ tiềm năng của mình và được gia nhập đội trẻ Hà Tĩnh ngay sau đó. Anh rời Hà Tĩnh sau 10 năm mà không có trận đấu nào ở đội một do thiếu kỹ năng theo nhận xét của các huấn luyện viên.
Năm 2022, Minh Quang gia nhập câu lạc bộ Bình Thuận ở giải hạng Nhì theo dạng cho mượn và cùng đội bóng giành quyền thăng hạng V.League 2. Mùa giải 2023, Minh Quang ghi 8 bàn sau 11 trận ở giải hạng Nhất, giúp đội bóng trụ hạng thành công, đồng thời lọt vào danh sách những cầu thủ ghi bàn tốt nhất giải đấu.
Tháng 9 năm 2023, Minh Quang gia nhập SHB Đà Nẵng với bản hợp đồng có thời hạn 2 năm.

## Sự nghiệp quốc tế
Minh Quang được triệu tập vào đội tuyển U-23 Việt Nam dự giải U23 Đông Nam Á 2023. Anh ghi bàn trong trận mở màn gặp Lào và được vinh danh "Cầu thủ xuất sắc nhất trận".

## Danh hiệu

### U-23 Việt Nam
- Giải vô địch bóng đá U-23 Đông Nam Á:
  -  Vô địch (1): 2023